# Batalla del Punt Elefant
La batalla del Punt Elefant va ser una operació aerotransportada a la desembocadura del riu Hlaing dirigida per un batalló aerotransportat Gurkha que va tenir lloc l'1 de maig de 1945. El març de 1945 es van fer plans per a un assalt a Rangún, la capital de Birmània, com un trampolí en el camí per recuperar Malàisia i Singapur. Els plans inicials per a l'assalt a la ciutat havien demanat una aproximació purament terrestre per part del Catorze Exèrcit britànic, però les preocupacions sobre la forta resistència japonesa van fer que això es modifiqués amb l'addició d'un assalt conjunt amfibi aerotransportat. Aquest assalt, liderat per la 26a Divisió índia, navegaria pel riu Rangún, però abans de poder fer-ho, el riu hauria de ser netejat de les mines japoneses i britàniques. Per aconseguir-ho, s'haurien de neutralitzar les defenses costaneres al llarg del riu, inclosa una bateria al Punt Elefant.
Aquesta tasca va ser encomanada a la 44a Divisió Aerotransportada de l'Índia. Tanmateix, com que la divisió estava enmig d'una reorganització, es va formar un batalló compost a partir de dos batallons de paracaigudes Gurkha. El batalló es va reunir i es va entrenar durant tot el mes d'abril, i després va ser llançat a prop del Punt Elefant a primera hora del matí de l'1 de maig. Mentre avançava cap a la bateria, una de les companyies del batalló va ser atacada per bombarders nord-americans, causant diverses baixes. Malgrat aquest incident de foc amic i la pluja torrencial, el batalló va assaltar amb èxit Punt Elefant, neutralitzant la bateria allà després d'un ferotge tiroteig. El batalló va mantenir l'àrea al voltant del Punt Elefant fins al 2 de maig, quan la 26a Divisió índia va dur a terme el seu assalt amfibi riu amunt i va assegurar Rangún.

## Fons
El 22 de març, quan s'acabaven les batalles conjuntes de Meiktila i Mandalay, es va celebrar una conferència a Monywa a Birmània, a la qual van assistir personalitats militars aliades, com l'almirall Lord Mountbatten, el comandant en cap del Comandament Aliat del Sud-est Asiàtic, i el general William Slim, comandant del Catorze exèrcit. L'objectiu de la conferència era discutir la futura estratègia aliada al sud-est asiàtic després de Meiktila i Mandalay, inclosa la reconquesta de Birmània i la presa de Malàisia i després Singapur. Tanmateix, per tal d'assegurar aquests objectius, Rangún, la capital de Birmània, hauria de ser capturada abans de l'inici de les pluges monsòniques, que impedirien qualsevol avanç aliat per terra. Els Caps d'Estat Major Aliats van treballar en el supòsit que això passaria abans de juny. Després de la caiguda de Rangún, una força d'entre quatre i cinc divisions seria desembarcada a l'oest de Malàisia en una operació amb el nom en codi Zipper, que seria seguida per Mailfist, la captura de Singapur.
Per adaptar-se a tots aquests objectius, Mountbatten va insistir que Rangún es prengués al maig. Slim havia planejat inicialment prendre la ciutat en un moviment de pinça, amb el XXXIII Cos avançant cap a la ciutat per la riba est del riu Irrawaddy via Hlegu, i el IV Cos fent una ruta més curta al llarg de la vall del riu Sittang cap a l'est. Slim creia que els japonesos no tenien forces suficients per bloquejar ambdues empentes, i que, per tant, un dels cossos seria capaç de capturar Rangún. No obstant això, Mountbatten no estava segur que un avenç purament terrestre tindria èxit, i creia que, per tant, un assalt conjunt aerotransportat-amfibi seria la millor opció. Slim i altres, com el superior de Slim, el general Oliver Leese (comandant de les Forces Terrestres Aliades, Sud-est asiàtic), es van oposar inicialment a una operació d'aquest tipus, tement que desviés recursos vitals del Catorze Exèrcit. En el moment de la reunió a Monywa, però, Slim havia arribat a la manera de pensar de Mountbatten, tement que un avenç purament per terra trobés una forta resistència japonesa, com ho va fer a Meiktila, i es retardés al final d'una línia de subministrament sobreestesa. Com a tal, Slim creia que un assalt combinat aerotransportat i amfibi ocorregut quan el Catorzè Exèrcit s'acostava a Rangún seria ideal, argumentant que seria "un cop de martelleig a la porta del darrere mentre jo irrompo al davant." El 2 d'abril es van emetre ordres perquè l'operació continués endavant, amb la condició que Rangún estigués en mans dels aliats el 5 de maig a tot tardar.

### Planificació
L'operació conjunta va ser batejada com a Dràcula, i el seu calendari va ser decidit per la Royal Navy, sota el comandament de l'almirall Arthur Power, que va ser responsable de la part amfíbia de l'assalt a Rangún. Durant la planificació de l'operació s'hagueren de resoldre diversos problemes. El primer, i el menys probable, era que l'assalt amfibi fos interceptat per elements de la Marina Imperial Japonesa mentre s'apropava a Rangún. Per assegurar-se que els elements amfibis romandrien sense ser molestats, el 21è Esquadró de Portaavions, comandat pel Comodor G.N. Oliver, es va adjuntar per proporcionar cobertura als caces per als desembarcaments; l'esquadra constava de quatre portaavions d'escorta, dos creuers i quatre destructors. Operant més lluny hi hauria el  3r Esquadró de Batalla, comandat pel vicealmirall Walker, que estava format per dos cuirassats, l'HMS Queen Elizabeth i el cuirassat francès lliure Richelieu, així com altres dos portaavions d'escorta, quatre creuers i sis destructors. Dos dies abans que Dràcula tingués lloc, aquesta "pantalla naval massiva" va bombardejar diversos ports i aeròdroms, i també es va enfrontar a un comboi de tropes japoneses que transportava més de mil soldats japoneses fins a Moulmein, enfonsant tots els vaixells. La Royal Air Force donaria suport en forma de dues ales de caces de llarg abast de la RAF i les Forces Aèries de l'Exèrcit dels Estats Units amb vuit esquadrons de bombarders B-24 Liberator i quatre de B-25 Mitchell.
No obstant això, més preocupant als planificadors de Dràcula eren les amenaces terrestres a la nau de desembarcament que transportava les tropes d'assalt de la 26a Divisió Índia. Es va considerar que el suport aeri era vital per a l'èxit de l'operació, i diversos aeròdroms japonesos al voltant de Toungoo van ser capturats els dies previs a Dràcula. També hi havia el problema de les defenses dins i al voltant del riu Rangún, on havien de navegar les naus de desembarcament. El mateix riu estava molt minat, com a resultat tant de les mesures defensives japoneses com de les operacions ofensives de la RAF a principis del conflicte. Hauria de ser escombrat i netejat de mines abans que es pogués produir cap assalt amfibi. Abans que això es produeixi, però, caldria neutralitzar les defenses costaneres a la vora del riu; una preocupació particular era la presència d'una bateria d'artilleria a Punt Elefant, a la riba oest del riu. La geografia de la zona va assegurar que la bateria no pogués ser destruïda mitjançant bombardeigs d'artilleria o atacs aeris, i les condicions meteorològiques van impedir un assalt amfibi primerenc. Com a tal, es va decidir que un dia abans que Dràcula comencés el 2 de maig, un batalló de paracaigudes seria llançat prop del Punt Elefant amb la tasca d'atacar i destruir la bateria.

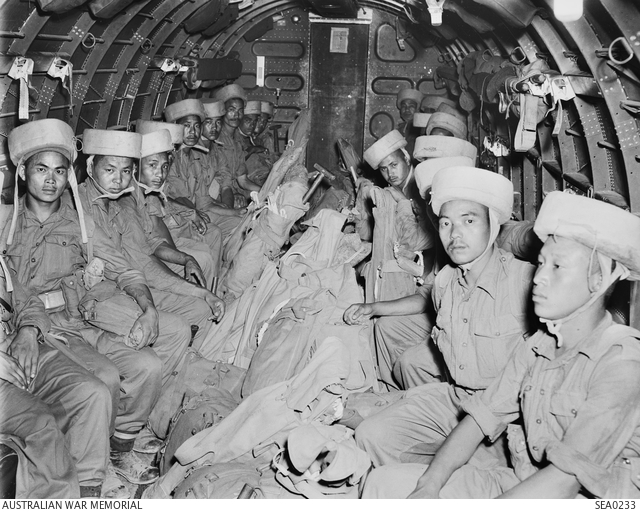
Paracaigudistes indis esperant saltar per sobre Rangún, Birmània, 1945.

La tasca va ser encomanada a la 44a Divisió Aerotransportada Índia, però això va presentar diversos problemes. La divisió es trobava enmig d'una reorganització, i molts dels seus oficials estaven de baixa, així com dos batallons aerotransportats Gurkha; un altre, el 3r Batalló de Paracaigudistes Gurkha, estava a punt de transferir-se a la 77a Brigada de Paracaigudistes de l'Índia. Sense cap unitat disponible, es va reunir una força composta per a l'operació. La Companyia del Quarter General estava formada per homes del 2n i 3r batalló de paracaigudes Gurkha, i cada batalló va proporcionar dues companyies més: A i B del 2n Batalló de paracaigudes Gurkha i C i D del 3r Batalló de paracaigudes Gurkha. Un escamot de morter i un escamot de metralladores van augmentar la formació ad hoc. El batalló improvisat es va formar a principis d'abril i va passar sota el comandament del major Jack Newland. Després de la seva formació inicial, es va traslladar a Chaklala, on la seva força es va augmentar amb les seccions d'ambulàncies de camp i d'enginyers indis i es va entrenar per a l'operació. Quan això es va completar, el batalló va ser transportat a Midnapore, on durant deu dies va reunir el seu equip i va realitzar un exercici d'assaig. Finalment, el 29 d'abril, va ser traslladat a Akyab, a la costa birmana, a aproximadament 200 milles al nord de Rangún, on aviat es va unir a una força de reserva de 200 homes formada per homes dels batallons Gurkha i del 152è Batalló de Paracaigudistes Indi. El batalló seria transportat en 40 avions de transport C-47 Skytrain pertanyents al 1r i 2n grups de Comando Aeri dels Estats Units.

## La batalla

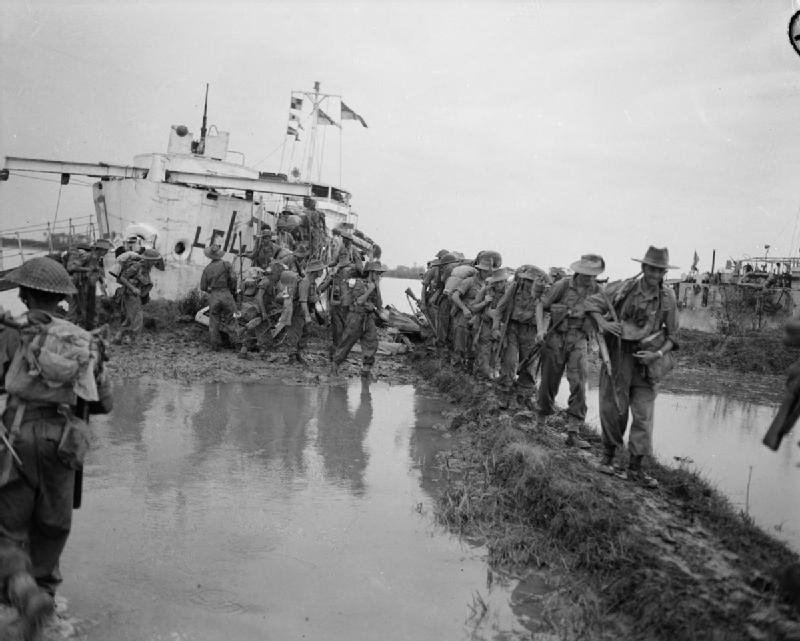
Els homes del 15è Cos Indi aterren prop de Punt Elefant a l'inici de l'operació "Dràcula", el 2 de maig de 1945.

A les 02:30 de l'1 de maig, un C-47 pertanyent al 317 Esquadró de Control Tàctic de l'USAAF va enlairar-se cap a Rangún amb un equip de vint buscadors, seguit d'un avió CCG (Company Command Group) que transportava equip per instal·lar un parell de VCP (Vehicle Check Point), per marcar i defensar la zona d'aterratge a Tawhai. La resta del batalló compost va abordar trenta-vuit Dakotas i va enlairar trenta minuts més tard, saltant per sobre de la zona de llançament a les 05:45. Només hi va haver unes poques víctimes durant el descens, una d'elles era un oficial mèdic adjunt al batalló. El batalló no va trobar cap oposició japonesa durant el descens, i després d'haver-se reunit, va avançar cap a Punt Elefant i la bateria d'artilleria. Es va aturar 3.000 iardes davant de la bateria per permetre als B-24 Liberators de l'USAAF per dur a terme un bombardeig preliminar sobre la bateria (356è Esquadró de la RAF, volant B-24 Liberators, va atacar la bateria abans de l'assalt, 12 avions bombardejant) entre les 09:44 i les 10:14 hores. L'Operació Llibre de records assenyala que dos avions ja havien bombardejat abans de la seva arribada. A partir de l'estudi fotogràfic posterior, 8 dels avions van fallar l'objectiu caient bombes fins i tot al riu. Malgrat que els seus oficials i altres rangs portaven panells de reconeixement grocs i portaven paraigües taronges per identificar-se, la Companyia C va ser bombardejada i metrallada pels bombarders, causant diverses víctimes. Com a resultat, un controlador aeri endavant adjunt al batalló va ordenar l'aturada de tots els bombardeigs posteriors a la bateria.
Avançant a través de la pluja torrencial, el batalló va arribar a Punt Elefant a les 16:00, i llavors es va produir un combat a poc a poc, amb llançaflames utilitzats contra diversos búnquers japonesos que guardaven la bateria. Uns quaranta soldats i artillers japonesos van morir durant l'assalt, i el batalló també va patir diverses baixes. Després d'haver assegurat la bateria, el batalló va excavar al voltant de Punt Elefant i va esperar l'arribada de la força de socors, que va aterrar a Thaunggon a les 15:30, amb una caiguda de subministrament uns minuts més tard. Quan s'acostava a la posició del batalló, l'equip quirúrgic que acompanyava la força de socors va ser disparat accidentalment pels Gurkhas, provocant ferits a quatre membres de l'equip. El batalló va romandre on era durant la nit, tot i que les marees altes van submergir diverses trinxeres i van forçar el batalló a un terreny més alt. A l'alba del 2 de maig, després de netejar una sèrie de búnquers propers, el batalló va poder veure com els cerca-mines netejaven de mines el riu Rangún per permetre l'accés segur a les columnes de vaixells de desembarcament que els seguien darrere.

## Conseqüències
L'operació Dràcula va ser un èxit total. Com que les forces japoneses havien desallotjat Rangún diversos dies abans de l'aterratge amfibi; la 36a Brigada d'Infanteria de l'Índia va poder ocupar la ciutat sense trobar cap oposició japonesa. El 3 de maig el batalló compost es va traslladar a Sadainghmut, i dos dies més tard, deixant una companyia enrere, va ser traslladat a Rangún on va dur a terme operacions contra el saqueig i també va buscar els japonesos retardats que quedaven a la ciutat. Va sortir de la ciutat el 16 de maig i va viatjar a l'Índia en vaixell, on es va incorporar a la 44a Divisió Aerotransportada Índia. La Batalla del Punt Elefant havia estat la primera gran operació aerotransportada de la divisió. Els C-47 del 2n Grup Aeri der Comando, que havien transportat el batalló de paracaigudes, van tornar a Kalaikunda i després es van traslladar a Comilla. El 317è Esquadró de Control Tàctic va passar les dues setmanes següents subministrant el XV Cos que es va enfrontar amb les forces japoneses al nord-est de Rangún i va tornar a Kalaikunda el 19 de maig. Els esquadrons de caces del grup van proporcionar cobertura aèria a Rangún fins al 9 de maig, quan també van tornar a l'estació d'origen.